# Hans-Joachim Gehrke
Pour les articles homonymes, voir Gehrke.
Hans-Joachim Gehrke (né le 28 octobre 1945 à Salzgitter-Lebenstedt) est un historien de l'Antiquité classique allemand.

## Carrière
De 1987 à 2008, il est professeur d'histoire antique à l'université Albert-Ludwig de Fribourg, ayant auparavant enseigné a l'université de Göttingen, à l'université de Wurtzbourg et à l'université libre de Berlin. Il est président de l'institut archéologique allemand de 2008 à 2011. Friederike Fless lui succède.

## Quelques publications
- Phokion. Studien zur Erfassung seiner historischen Gestalt (= Zetemata. Bd. 64). C. H. Beck, München 1976,  (ISBN 3-406-05154-5) (Zugleich: Göttingen, Univ., Diss., 1973).
- Stasis. Untersuchungen zu den inneren Kriegen in den griechischen Staaten des 5. und 4. Jahrhunderts v. Chr. (= Vestigia. Bd. 35). C. H. Beck, München 1985,  (ISBN 3-406-08065-0) (Zugleich: Göttingen, Univ., Habil.-Schr., 1981).
- Jenseits von Athen und Sparta. Das dritte Griechenland und seine Staatenwelt. C. H. Beck, München 1986,  (ISBN 3-406-31537-2).
- Geschichte des Hellenismus (= Oldenbourg-Grundriß der Geschichte. Bd. 1A). Oldenbourg, München 1990,  (ISBN 3-486-53051-8) (en traduction grecque: Ιστορία του ελληνιστικού κόσμου. Μορφωτικό Ίδρυμα Εθνικής Τραπέζης, Αθήνα, 2000,  (ISBN 960-250-202-9)).
- Alexander der Große (= Beck'sche Reihe 2043 C. H. Beck Wissen). C. H. Beck, München 1996,  (ISBN 3-406-41043-X) (en traduction espagnole: Alejandro Magno (= Flashback. Vol. 1). Acento, Madrid 2001,  (ISBN 84-483-0558-2); en traduction tchèque: Alexander Veliký. Svoboda, Prague, 2002,  (ISBN 80-205-1034-6)).
- Kleine Geschichte der Antike. C. H. Beck, München 1999,  (ISBN 3-406-45530-1) (als Taschenbuch: (= dtv 34041). Deutscher Taschenbuch-Verlag, München, 2003,  (ISBN 3-423-34041-X)). En traduction italienne: Breve storia dell'antichità, trad. Giovanna Turrini, éd. Einaudi, 2002,  (ISBN 9788806160135)
- als Herausgeber mit Helmuth Schneider: Geschichte der Antike. Ein Studienbuch. J. B. Metzler, Stuttgart/Weimar, 2000,  (ISBN 3-476-01455-X).